# Golfe de Saint-Malo
Le golfe de Saint-Malo ou golfe normanno-breton (en anglais : Gulf of Saint-Malo) est un golfe de la Manche bordant une partie du littoral des Côtes-d'Armor, d'Ille-et-Vilaine et de la Manche, en France, mais aussi les Îles Anglo-Normandes. Il s'étend sur 8 500 km2 entre l'archipel de Bréhat les îles de Guernesey et d'Aurigny et le cap de la Hague (raz Blanchard). Il s'est formé par l'ennoyage (disparition progressive d'une structure géologique par suite d'une invasion des eaux de mer) d'une zone continentale. 

La Manche est classiquement divisée en trois grands secteurs : Manche Occidentale, Centrale et Manche Orientale.

## Géographie
Le littoral porte successivement le nom de côte d'Émeraude, côte des Havres et côte des Isles. Le passage de la Déroute est le détroit entre la côte occidentale du Cotentin et les îles Anglo-Normandes.

### Villes côtières
En France, le golfe de Saint-Malo est bordé, du côte breton par Saint-Brieuc, Dinard et Saint-Malo, et du côté normand par Le Mont-Saint-Michel, dans l'Avranchin, et Granville, Barneville-Carteret et Les Pieux dans le Cotentin.
Les îles Chausey sont rattachées à Granville.

### Fleuves
Seuls quelques fleuves côtiers se jettent dans le golfe de Saint-Malo :
la Rance, entre Dinard et Saint-Malo ; la Sélune et la Sée forment un estuaire commune au fond de la baie du Mont-Saint-Michel ; le Couesnon se jette dans la mer au droit du Mont-Saint-Michel. Mentionnons également le Thar, la Sienne et la Gerfleur.

### Géologie
Le cycle icartien, rapporté au Paléoprotérozoïque, se rencontre dans le  golfe de Saint-Malo.
La baie du Mont-Saint-Michel correspond au comblement sédimentaire holocène d’une baie façonnée dans un substratum briovérien.

## Politique

Par convention, Jersey et Guernesey font partie des îles britanniques.

L'État côtier continental est la France (régions bretonne et normande).
Les bailliages de Guernesey et de Jersey, archipel anglo-Normand, sont des dépendances de la Couronne. Elles ne font pas partie du Royaume-Uni.
Le bailliage de Guernesey, outre l'île de Guernesey, comprend les îles d'Aurigny et de Sercq parfois affublé du qualificatif de « dernier État féodal d'Europe ».
Saint-Hélier et Saint-Pierre-Port sont les capitales respectives des bailliages de Jersey et Guernesey.
Les eaux des îles Anglo-Normandes sont enclavées au sein de la zone économique exclusive de la France.

## Culture
Outre le français, on rencontre l'anglais, seule langue officielle du bailliage de Guernesey. À Jersey, le jèrriais, dialecte normand, est co-officiel aux côtés de l'anglais et du français ; l'anglais est devenu au cours du XXe siècle la langue dominante de l'île. 

## Environnement
D'après Reporterre, l'usine de retraitement de la Hague provoquerait une pollution aux nitrates plus forte que celle du monde agricole.